# Grammatophyllum measuresianum
Grammatophyllum measuresianum là một loài thực vật có hoa trong họ Lan. Loài này được Sander mô tả khoa học đầu tiên năm 1889.